# Mount

mount ابزاری با واسط خط فرمان است که در دسترس بودن فایل سیستم را در یک سلسله مراتب مشخص (اصطلاحاً Mount Point) به سیستم‌عامل اطلاع می‌دهد. در مقابل، ابزار umount به سیستم‌عامل اطلاع می‌دهد که فایل‌سیستم دیگر در محل مشخص قبلی وجود ندارد و از دسترس خارج شده‌است. هر دو فرمان mount و umount برای اجرا، نیاز به دسترسی کاربر ریشه دارند، مگر اینکه فایل سیستمی دارای مشخصهٔ «user mountable» باشد که باید در فایل etc/fstab/ (که فقط با داشتن سطح دسترسی کاربر ریشه قابل ویرایش است) مشخص شود.

## نمونه‌ها
- فرمان زیر پارتیشن دوم از هارد دیسک را در دسترس قرار می‌دهد:

```
$
 
mount
 
/dev/sda2
 
/new/subdir

```

و با فرمان زیر از دسترس خارج می‌شود:
```
$
 
umount
 
/dev/sda2

```

یا:
```
$
 
umount
 
/new/subdir

```

- برای نمایش تمام فایل‌سیستم‌های ماونت شده:

```
$
 
mount

```

- برای ماونت کردن دوبارهٔ یک پارتیشن با گزینه‌هایی خاص:

```
$
 
mount
 
-o
 
remount,rw
 
/dev/sda2

```

- ماونت کردن یک فایل‌سیستم از نوع ISO ۹۶۶۰ (که معمولاً در وسایل ذخیره‌سازی‌ای مانند CD استفاده می‌شود) در لینوکس:

```
$
 
mount
 
-o
 
loop
 
<isofile-source>
 
<mount-point>

```